# Sestao (metropolitana di Bilbao)
Sestao è una stazione della linea 2 della metropolitana di Bilbao.
Si trova lungo Gran Vía de Jose Antonio Agirre y Lekube Kalea, nel comune di Sestao.

## Storia
La stazione è stata inaugurata l'8 gennaio 2005 in occasione della prima estensione della linea 2.